# نصف‌النهار ۶۳ درجه شرقی
نصف‌النهار ۶۳ درجه شرقی ۶۳مین نصف‌النهار شرقی از گرینویچ است که از لحاظ زمانی ۴ساعت و ۱۲دقیقه با گرینویچ اختلاف زمانی دارد.
این نصف‌النهار از قطب شمال شروع و از مناطق زیر گذشته و به قطب جنوب ختم می‌شود.
- روسیه
- اقیانوس هند